# Mont Guilarte
Le mont Guilarte, également connu sous le nom de mont du Guaraguao, est un sommet de la cordillère Centrale sur l'île de Porto Rico.

## Géographie
Le mont Guilarte – qui doit son nom à l'explorateur et conquistador espagnol Juan Guilarte de Salazar – se trouve sur le territoire de la municipalité d'Adjuntas au centre de l'île. Sixième plus haut sommet de l'île, il s'élève à une altitude de 1 205 mètres et est inclus dans la zone protégée de la forêt d'État du mont Gilarte.